# Torre di Cala di Forno
La torre di Cala di Forno si trova lungo la fascia costiera del comune di Magliano in Toscana, su un promontorio dei monti dell'Uccellina che chiude a sud-ovest la piccola spiaggia di cala di Forno. La fortificazione costiera si trova nel parco naturale della Maremma, nei pressi del percorso del sentiero A4.

## Storia
Lungo la costa del Parco della Maremma è presente un vero e proprio sistema di avvistamento caratterizzato, per la maggior parte, da torri a pianta quadrata con muratura a pietra locale, realizzato in epoca medievale con il fine di difesa dalle incursioni saracene. Nel corso degli anni le torri subirono frequenti danneggiamenti e, nella seconda metà del Cinquecento, i Medici iniziarono un piano di ricostruzione in modo tale da formare un sistema difensivo ininterrotto lungo le coste maremmane, che erano spesso soggette ad incursioni piratesche.
L'inizio della costruzione della torre, voluta della famiglia "Marsili" per proteggere la baia dalle incursioni barbariche, risale probabilmente al 1543, anno del rapimento di Margherita Marsili detta la "bella Rossellana".
Tale ipotesi sembra confermata dal fatto che nel 1560 la Torre fosse ancora in fase di costruzione.
Dalla sommità, era possibile comunicare a vista con la torre dell'Uccellina per inviare segnalazioni alle torri situate più a sud e con la torre di Collelungo per segnalare eventuali pericoli alle torri costiere più settentrionali.
Come la Torre di Collelungo anche quella di Cala di Forno probabilmente era collegata ad Alberese per mezzo di una viabilità interna.
Con l'esaurirsi del rischio di invasioni dal mare, la fortificazione fu dismessa dal punto di vista militare, andando così incontro ad un lento ed inesorabile degrado.
Il complesso composto dalla torre e da edifici circostanti, risulta ancora perfettamente leggibile ma non visitabile.

## Descrizione
La torre di Cala di Forno poggia su un basamento a scarpa e si articola su più livelli; al piano rialzato è presente la porta di accesso che era raggiungibile attraverso una rampa di scale munita di ponte levatoio.
La parte sommitale si presenta parzialmente danneggiata a causa dell'incuria subita nei secoli scorsi.